# Lake Julius
Lake Julius ist ein Stausee im Nordwesten des australischen Bundesstaates Queensland. Er liegt an der Mündung des Paroo Creek in den Leichhardt River, etwa 70 km nordöstlich von Mount Isa. Der 1976 fertiggestellte Staudamm und der Stausee dienen der Trinkwasserversorgung der Stadt Mount Isa und der Bewässerung der umliegenden landwirtschaftlich genutzten Flächen. Der Stausee besitzt ein Gesamtvolumen von 127 Mio. m³ bei Vollstau, eine Oberfläche von 1.255 ha und eine mittlere Tiefe von 8,9 m.
Die Nennkapazität des Stausees liegt bei 107,5 Mio. m³ und der Wasserspiegel liegt auf 223,54 m.

## Bauart
Der Staudamm ist der einzige seiner Art in Queensland. Er besteht aus mehreren Betonbögen und -stützrippen. Der Ablaufkanal leitet das Wasser über die Bögen hinweg. Der Auslauf liegt 18,3 m über dem Seegrund. Die Bögen sind als Korbbögen ausgeführt und liegen auf dreieckigen Fundamenten, die in die Stützrippen eingehängt sind. Der Ablaufkanal ist aus Fertigbetonteilen aufgebaut und die Fundamente sind im Fels verankert.

## Modernisierung
Der Betreiber, SunWater, baut gerade den Auslauf aus.